# Brookhaven (New York, statisztikai település)
Brookhaven statisztikai település az USA New York államában, Suffolk megyében. Lakosainak száma 3330 fő (2020. április 1.).

## Népesség
A település népességének változása:

| 2010 | 3 451 |
| 2020 | 3 330 |